# علاء عبدالنبی
علاء عبدالنبی (عربی: علاء عبد النبي؛ زادهٔ ۲۴ ژوئن ۱۹۶۸) بازیکن بسکتبال اهل مصر است.
از باشگاه‌هایی که در آن بازی کرده‌است می‌توان به ساکرامنتو کینگز، میلواکی باکس، بوستون سلتیکس، فیلادلفیا سونتی‌سیکسرز، تیم بسکتبال دوک بلو دویلز، و پورتلند تریل بلیزرز اشاره کرد.